# Phnom Penh Crown
Il Phnom Pehn Crown è una società calcistica con sede nella città di Phnom Penh. Fu fondata nel 2001 e gioca le partite casalinghe all'RSN Stadium. È la squadra più titolata della nazione.

## Storia
Nel 2011 è stata per la prima (ed unica, vista la successiva soppressione della coppa) volta nella sua storia finalista perdente in Coppa del Presidente dell'AFC.
Nella stagione 2023-2024 ha raggiunto per la prima volta nella sua storia le semifinali zonali della Coppa dell'AFC.

## Cronistoria dei nomi
- Samart United (fino al 2004)
- Hello United (fino al 2006)
- Phnom Penh Empire (fino al 2008)

## Palmarès

### Competizioni nazionali
- Campionato cambogiano: 8

2002, 2008, 2010, 2011, 2014, 2015, 2021, 2022
- Coppa Hun Sen: 2

2008, 2009
- Supercoppa di Cambogia: 1

2022
- Coppa di Lega cambogiana: 2

2022, 2023

### Altri piazzamenti
- Campionato cambogiano:

Secondo posto: 2005, 2023-2024, 2024-2025
Terzo posto: 2007, 2013, 2020

## Rosa
| N. |                     | Ruolo | Calciatore         |
| -- | ------------------- | ----- | ------------------ |
| 1  | Cambogia (bandiera) | P     | Peng Bunchay       |
| 2  | Cambogia (bandiera) | D     | Ek Sovanara        |
| 3  | Cambogia (bandiera) | D     | Thul Sothearith    |
| 4  | Cambogia (bandiera) | D     | Tieng Tiny         |
| 5  | Cambogia (bandiera) | D     | Lar Pichseyla      |
| 6  | Cambogia (bandiera) | D     | Phea Sopheaknimoul |
| 7  | Cambogia (bandiera) | C     | Chim Rathanak      |
| 9  | Cambogia (bandiera) | A     | Chan Chaya         |
| 10 | Cambogia (bandiera) | A     | Keo Sokngon        |

| N. |                     | Ruolo | Calciatore             |
| -- | ------------------- | ----- | ---------------------- |
| 11 | Cambogia (bandiera) | C     | Chan Rithy             |
| 13 | Cambogia (bandiera) | C     | Hong Ratana            |
| 14 | Camerun (bandiera)  | A     | Jean-Roger Lappe Lappe |
| 17 | Cambogia (bandiera) | D     | Tes Sophat             |
| 18 | Cambogia (bandiera) | C     | Phoung Narong          |
| 19 | Cambogia (bandiera) | P     | Sos Proshim            |
| 20 | Camerun (bandiera)  | C     | Oscar Koua Mpoko       |
| 22 | Cambogia (bandiera) | A     | Soeng Vanthan          |
| 23 | Cambogia (bandiera) | C     | Sun Sopanha            |